# Comitatul Oconto, Wisconsin
Comitatul Oconto este unul din cele 72 de comitate din statul Wisconsin din Statele Unite ale Americii. Sediul acestuia este localitatea Oconto. Conform recensământului din anul 2000, populația sa fusese 35.634 de locuitori.

## Geografie
Conform datelor furnizate de United States Census Bureau, comitatul are o suprafață totală de 2974.63 km2 (sau 1,149 sqmi), dintre care 2583,7 (ori 998 sqmi) este uscat și restul de 390.92 km2 (sau 151 mi2, adică 13.15%) este apă.

### Drumuri importante
| - U.S. Highway 41 - U.S. Highway 141 - Highway 22 (Wisconsin) - Highway 32 (Wisconsin) - Highway 64 (Wisconsin) |

### Comitate adiacente
- Comitatul Marinette - nord-est
- Comitatul Brown - sud
- Comitatul Shawano - sud-vest
- Comitatul Menominee - vest
- Comitatul Langlade - vest
- Comitatul Forest - nord-vest

### National protected area
- Nicolet National Forest (parțial)

## Demografie
|  | Graficele sunt indisponibile din cauza unor probleme tehnice. Mai multe informații se găsesc la Phabricator și la wiki-ul MediaWiki. |

Date: Wikidata - grafică realizată de Wikipedia